# 1,4-ジエチルベンゼン
1,4-ジエチルベンゼン（英: 1,4-Diethylbenzene）は、ベンゼン環の1位と4位にエチル基が置換した有機化合物である。化学式はC6H4(C2H5)2で表される。

## 用途
有機合成化学の中間体や、溶媒として使われる。脱水素化するとジビニルベンゼンが得られる。
C6H4(C2H5)2  → C6H4(C2H3)2 + 2H2
日本の消防法では、危険物第4類第二石油類（非水溶性）に該当する。